# Ligularia tissulaginea
Ligularia tissulaginea là một loài thực vật có hoa trong họ Cúc. Loài này được (Burm.f.) Makino mô tả khoa học đầu tiên.